# Fitogeografija
Biljni zemljopis ili fitogeografija (grč. fito + geografija - biljni zemljopis; nelog. biljni zemljopis), znanstvena disciplina biogeografije odnosno botanike koja se usmjerava na istraživanje i zakonitosti rasprostranjivanja odnosno razmještaja biljnih vrsta unutar tzv. fitogeografskih područja na Zemlji. Fitogeografiju većina izvora poistovjećuje s geobotanikom, no prema I. Šugaru potonja je zapravo širi pojam koji uključuje i fitocenologiju. Zadatak biljnog zemljopisa je proučiti uzroke i putove raseljavanja biljaka u prostoru od davnih geoloških razdoblja do danas i pronaći zakonitosti u rasprostranjenju biljnih vrsta.
Osnovni su elementi biljno zemljopisne znanosti:
- areal (područje rasprostranjenja neke biljne vrste ili svojte) i
- biljke (sve biljne vrste na nekom području).

Svestranim proučavanjem areala pojedinih biljnih vrsta (veličina, oblik, postanak i mijenjanje areala kao produkta skupnog djelovanja suvremenih uvjeta i povijesnih faktora) utvrđuju se osnovni genetski i zemljopisni biljni elementi, a na tome se temelji mogućnost znanstvene analize i karakterizacije bilja pojedinih dijelova zemlje, a i razdioba cjelokupnog biljnog svijeta na prirodna fitogeografska područja.